# Championnat d'Écosse de football 1987-1988
Navigation
Édition précédente Édition suivante
La 91e édition du championnat d'Écosse de football est remportée par le Celtic Football Club. C’est son 38e titre de champion. Le Celtic l’emporte avec 10 points d’avance sur le Heart of Midlothian. Rangers FC complète le podium.
Pour préparer le retour du championnat à une formule à 10 clubs, le système de promotion/relégation est plus stricte cette année: descente et montée automatique, sans matchs de barrage pour les trois derniers de première division et le premier de deuxième division. Falkirk FC, Dunfermline Athletic et Greenock Morton descendent en deuxième division. Ils sont remplacés pour la saison 1988/89 par Hamilton Academical.
Avec 33 buts marqués en 44 matchs,  Tommy Coyne du Dundee Football Club remporte pour la deuxième fois le classement des meilleurs buteurs du championnat.

## Les clubs de l'édition 1987-1988
| \| Aberdeen FC Glasgow · Celtic - Rangers Dundee · Dundee – Dundee United Saint Mirren Édimbourg · Hibernian FC-Heart of Midlothian Motherwell FC Falkirk FC Greenock Morton Dunfermline Athletic \| Localisation des clubs engagés dans le championnat. |
| Aberdeen FC Glasgow · Celtic - Rangers Dundee · Dundee – Dundee United Saint Mirren Édimbourg · Hibernian FC-Heart of Midlothian Motherwell FC Falkirk FC Greenock Morton Dunfermline Athletic                                                           |

| Club                               | Ville       |
| ---------------------------------- | ----------- |
| Aberdeen Football Club             | Aberdeen    |
| Celtic Football Club               | Glasgow     |
| Dundee Football Club               | Dundee      |
| Dundee United Football Club        | Dundee      |
| Dunfermline Athletic Football Club | Dunfermline |
| Falkirk Football Club              | Falkirk     |
| Greenock Morton Football Club      | Greenock    |
| Heart of Midlothian Football Club  | Édimbourg   |
| Hibernian Football Club            | Leith       |
| Motherwell Football Club           | Motherwell  |
| Rangers Football Club              | Glasgow     |
| Saint Mirren Football Club         | Paisley     |

## Compétition

### Classement
Le classement est établi sur le barème de points classique (victoire à 2 points, match nul à 1, défaite à 0).
| Rang | Équipe                 | Pts | J  | G  | N  | P  | Bp | Bc  | Diff |
| ---- | ---------------------- | --- | -- | -- | -- | -- | -- | --- | ---- |
| 1    | Celtic FC C            | 72  | 44 | 31 | 10 | 3  | 79 | 23  | +56  |
| 2    | Heart of Midlothian    | 62  | 44 | 23 | 16 | 5  | 74 | 32  | +42  |
| 3    | Rangers FC T           | 60  | 44 | 26 | 8  | 10 | 85 | 34  | +51  |
| 4    | Aberdeen FC            | 59  | 44 | 21 | 17 | 6  | 56 | 25  | +31  |
| 5    | Dundee United          | 47  | 44 | 16 | 15 | 13 | 54 | 47  | +7   |
| 6    | Hibernian FC           | 43  | 44 | 12 | 18 | 13 | 41 | 42  | -1   |
| 7    | Dundee FC              | 41  | 44 | 17 | 9  | 20 | 70 | 64  | +6   |
| 8    | Motherwell FC          | 36  | 44 | 13 | 10 | 21 | 37 | 56  | -19  |
| 9    | Saint Mirren           | 35  | 44 | 10 | 15 | 19 | 41 | 64  | -23  |
| 10   | Falkirk FC             | 31  | 44 | 10 | 11 | 23 | 41 | 75  | -34  |
| 11   | Dunfermline Athletic P | 26  | 44 | 8  | 10 | 26 | 41 | 84  | -43  |
| 12   | Greenock Morton P      | 16  | 44 | 3  | 10 | 31 | 27 | 100 | -73  |

| Légende : Qualifications et relégations | Légende : Qualifications et relégations                                        |
| --------------------------------------- | ------------------------------------------------------------------------------ |
|                                         | Coupe d'Europe des Clubs champions 1988-1989                                   |
|                                         | Coupe d'Europe des vainqueurs de coupe 1988-1989                               |
|                                         | Coupe UEFA 1988-1989                                                           |
|                                         | Relégation en deuxième division                                                |
|                                         | T : Tenant du titre C : Vainqueurs de la Coupe d'Écosse de football P : Promus |

## Bilan de la saison
| Tableau d'Honneur                |           |
| Compétition                      | Vainqueur |
| Championnat d'Écosse de football | Celtic FC |
| Coupe d'Écosse de football       | Celtic FC |

| Promotions et relégations |                                                 |
| Promus                    | Hamilton Academical                             |
| Relégués                  | Dunfermline Athletic Greenock Morton Falkirk FC |

## Statistiques

### Meilleur buteur
- Tommy Coyne, Dundee Football Club 33 buts